# Referèndum de Bermudes del 2016
El 23 de juny de 2016 es va celebrar a Bermudes un referèndum no vinculant sobre el matrimoni entre persones del mateix sexe.
Es van plantejar dues preguntes als votants: si estaven a favor del matrimoni entre persones del mateix sexe i si estaven a favor de les unions civils entre persones del mateix sexe. Encara que la majoria dels votants va votar en contra de totes dues propostes, els resultats no van ser vàlids, ja que la participació del 46,89% va ser inferior al requisit del 50%.